# Hervé Itoua
Hervé Itoua (* 1942 in Otambioko) ist Altbischof von Ouesso.

## Leben
Hervé Itoua empfing am 12. Juli 1970 die Priesterweihe.
Papst Johannes Paul II. ernannte ihn am 6. Juni 1983 zum Bischof von Ouésso. Der Erzbischof von Marseille und Prälat von Mission de France o Pontigny, Roger Kardinal Etchegaray, spendete ihm am 28. August desselben Jahres die Bischofsweihe; Mitkonsekratoren waren Barthélémy Batantu, Erzbischof von Brazzaville, und Georges-Firmin Singha, Bischof von Owando.
Von seinem Amt trat er am 22. April 2006 zurück.